# 方維甸
方維甸（1759年—1815年），字南藕，號葆岩，安徽桐城人（今樅陽義津鎮人）。
方觀承之子，以父恩賜內閣中書，值軍機處，乾隆四十六年（1781年）進士，授吏部主事，升員外郎。有政績。乾隆五十二年（1787年）隨欽差福康安赴台灣平林爽文之亂。嘉慶十四年（1809年）授閩浙總督。以母老乞養。嘉慶二十年（1815年）卒於家。卒諡勤襄。著有《心蘭室稿》。
其子方傳穆，嘉慶二十四年進士。

## 延伸阅读
[在维基数据编辑]
 《清史稿/卷357》，出自趙爾巽《清史稿》